# Ngự lâm không kiếm
Ngự lâm không kiếm là một bộ phim truyền hình được thực hiện bởi Đài Truyền hình Việt Nam cùng M&T Pictures do Trần Chí Thành làm đạo diễn. Phim phát sóng vào lúc 20h45 thứ 2, 3, 4 hàng tuần bắt đầu từ ngày 20 tháng 12 năm 2016 và kết thúc vào ngày 20 tháng 3 năm 2017 trên kênh VTV1.

## Nội dung
Ngự lâm không kiếm xoay quanh một gia đình truyền thống có nhiều thế hệ cùng chung sống với Bà Ngoại (Ngọc Thoa) dù đã 80 tuổi nhưng vẫn điều hành và làm chủ. Con gái duy nhất của bà lấy chồng sinh ra thế hệ thứ ba đều là con gái. Điều đặc biệt là trong gia đình này, tất cả những người chồng đều ở rể. Cũng từ đó, nhiều tình huống dở khóc dở cười đã xảy ra...

## Diễn viên
- Ngọc Thoa trong vai Bà Ngoại[6]
- Trung Anh trong vai Ông Hoàng[3]
- Quế Hằng trong vai Bà Cúc[3]
- Tùng Dương trong vai Lý Phong[3]
- Huyền Trang trong vai Diễm Mai[3]
- Lưu Đê Ly trong vai Diễm Trúc[3]
- Hoàng Kiên trong vai Bình Minh[3]
- Lương Giang trong vai Diễm Lan[3]
- Thanh Bình trong vai Hồ Cương[3]
- Phương Nam trong vai Chị Sáo
- Trần Nhượng trong vai Ông Khang

Cùng một số diễn viên khác...

## Sản xuất
Bộ phim do Trần Chí Thành đảm nhận vai trò đạo diễn, bắt đầu quá trình quay phim chính từ năm 2013 nhưng phải đến năm 2016 mới được lên sóng, trong đó mất một năm để thực hiện khâu hậu kỳ. Buổi họp báo ra mắt bộ phim đã được tổ chức sau đó vào ngày 13 tháng 12 năm 2016. Ngự lâm không kiếm đánh dấu sự trở lại của nghệ sĩ Ngọc Thoa sau nhiều năm không tham gia diễn xuất đóng phim.

## Đón nhận
Tại thời điểm phát sóng, Ngự lâm không kiếm được ghi nhận là bộ phim có tỷ suất người xem cao và thu hút khán giả bởi kịch bản hấp dẫn, đề tài quen thuộc nhưng góc nhìn mới mẻ cùng diễn xuất của dàn diễn viên.
Bộ phim đã được đề cử vào hạng mục "Phim truyền hình ấn tượng" của giải Ấn tượng VTV sau khi phát sóng được nửa chặng phim, đồng thời mang về cho Ngọc Thoa một đề cử tại hạng mục "Diễn viên nữ ấn tượng" của giải.

## Nhạc phim
- Ngự lâm không kiếm

Sáng tác và thể hiện: Phùng Tiến Minh
- Cuộc đời

Sáng tác và thể hiện: Phùng Tiến Minh

## Giải thưởng
| Năm  | Giải thưởng  | Hạng mục                  | (Người) đề cử | Kết quả | Tham khảo |
| ---- | ------------ | ------------------------- | ------------- | ------- | --------- |
| 2017 | Ấn tượng VTV | Phim truyền hình ấn tượng | —             | Đề cử   | [ 10 ]    |
| 2017 | Ấn tượng VTV | Diễn viên nữ ấn tượng     | Ngọc Thoa     | Đề cử   | [ 11 ]    |